# Anait Karpowa
Anait Karpowa (russisch Анаит Карпова, Anait Karpova, * 20. November 1975 in Moskau) ist eine russische Pianistin.
Die Urenkelin von Natalia Saz studierte von 1982 bis 1994 am Gnessin-Musikakademie in Moskau bei Anna Arzamanowa. Sei setzte ihre Ausbildung bei Wiktor Karpowitsch Merschanow am Staatlichen Moskauer Konservatorium fort. Von 1999 bis 2002 schloss sich ein Postgraduiertenstudium in den Fächern Klavier und Kammermusik am Konservatorium Brüssel bei Viviane Spanoghe und Daniel Blumenthal an. Von 2002 bis 2005 nahm sie am Programm The International Certificate for piano artists der École Normale de Musique "Alfred Cortot" in Paris unter Leitung von Nelson Delle-Vigne Fabbri und Philippe Entremont teil. Seit 2002 ist sie Solopianistin des Moskauer Philharmonieorchesters.
Karpowa gab Konzerte in zahlreichen Städten Russlands, außerdem in Belgien, Holland, Griechenland, Italien, Frankreich und den USA. Als Klavierbegleiterin arbeitete sie mit den Sängerinnen Elena Okolysheva, Laura Claycomb und Irina Samoilova zusammen. 2009 nahm sie eine CD mit Klavierwerken des Komponisten Leonid Alexejewitsch Polowinkin auf. Sie gewann u. a. den Großen Preis und Spezialpreise bei der Médoc Aquitaine Competition (1999), den Zweiten Preis beim Internationalen Klavierwettbewerb in Brest (2004) und den Großen Preis beim Rachmaninow-Wettbewerb in Catania 2005.

## Quelle
- Parosweb – Anait Karpova